# 7. etape af Giro d'Italia 2024
7. etape af Giro d'Italia 2024 var en 40,6 km lang enkeltstart med en samlet stigning på 400 m. Den blev kørt den 10. maj 2024 med start i Foligno og mål i Perugia.

## Resultater

### Etaperesultat
| \| Etaperesultat \| Etaperesultat \| Etaperesultat \| Etaperesultat \| Etaperesultat \| \| Rytter \| Rytter \| Hold \| Tid \| \| \| ------------- \| --------------------- \| ------------------ \| ------------- \| ------------- \| \| 1. \| Tadej Pogačar \| UAE Team Emirates \| 51' 45" \| \| \| 2. \| Filippo Ganna \| Ineos Grenadiers \| + 17" \| \| \| 3. \| Magnus Sheffield \| Ineos Grenadiers \| + 49" \| \| \| 4. \| Thymen Arensman \| Ineos Grenadiers \| + 1' 00" \| \| \| 5. \| Maximilian Schachmann \| Bora-Hansgrohe \| + 1' 05" \| \| \| 6. \| Antonio Tiberi \| Bahrain Victorious \| + 1' 21" \| \| \| 7. \| Luke Plapp \| Team Jayco AlUla \| + 1' 45" \| \| \| 8. \| Daniel Martínez \| Bora-Hansgrohe \| + 1' 49" \| \| \| 9. \| Mikkel Bjerg \| UAE Team Emirates \| + 1' 56" \| \| \| 10. \| Geraint Thomas \| Ineos Grenadiers \| + 2' 00" \| \| |                       |                    |          |
| |                       |                    |          |
| Kilder: ProCyclingStats Cycling Quotient |                       |                    |          |
| Etaperesultat |                       |                    |          |
| Rytter | Rytter                | Hold               | Tid      |
| 1. | Tadej Pogačar         | UAE Team Emirates  | 51' 45"  |
| 2. | Filippo Ganna         | Ineos Grenadiers   | + 17"    |
| 3. | Magnus Sheffield      | Ineos Grenadiers   | + 49"    |
| 4. | Thymen Arensman       | Ineos Grenadiers   | + 1' 00" |
| 5. | Maximilian Schachmann | Bora-Hansgrohe     | + 1' 05" |
| 6. | Antonio Tiberi        | Bahrain Victorious | + 1' 21" |
| 7. | Luke Plapp            | Team Jayco AlUla   | + 1' 45" |
| 8. | Daniel Martínez       | Bora-Hansgrohe     | + 1' 49" |
| 9. | Mikkel Bjerg          | UAE Team Emirates  | + 1' 56" |
| 10. | Geraint Thomas        | Ineos Grenadiers   | + 2' 00" |

### Klassement efter etapen
| \| Samlede stilling \| Samlede stilling \| Samlede stilling \| Samlede stilling \| Samlede stilling \| \| Rytter \| Rytter \| Hold \| Tid \| \| \| ---------------- \| ----------------- \| -------------------------- \| ---------------- \| ---------------- \| \| 1. \| Tadej Pogačar \| UAE Team Emirates \| 24t 12' 36" \| \| \| 2. \| Daniel Martínez \| Bora-Hansgrohe \| + 2' 36" \| \| \| 3. \| Geraint Thomas \| Ineos Grenadiers \| + 2' 46" \| \| \| 4. \| Ben O'Connor \| Decathlon-AG2R La Mondiale \| + 3' 33" \| \| \| 5. \| Luke Plapp \| Team Jayco AlUla \| + 3' 42" \| \| \| 6. \| Aleksej Lutsenko \| Astana Qazaqstan Team \| + 3' 49" \| \| \| 7. \| Cian Uijtdebroeks \| Team Visma \\| Lease a Bike \| + 3' 50" \| \| \| 8. \| Antonio Tiberi \| Bahrain Victorious \| + 4' 11" \| \| \| 9. \| Filippo Zana \| Team Jayco AlUla \| + 4' 41" \| \| \| 10. \| Lorenzo Fortunato \| Astana Qazaqstan Team \| + 4' 44" \| \| |                   |                            |             |
| |                   |                            |             |
| Kilder: ProCyclingStats Cycling Quotient |                   |                            |             |
| Samlede stilling |                   |                            |             |
| Rytter | Rytter            | Hold                       | Tid         |
| 1. | Tadej Pogačar     | UAE Team Emirates          | 24t 12' 36" |
| 2. | Daniel Martínez   | Bora-Hansgrohe             | + 2' 36"    |
| 3. | Geraint Thomas    | Ineos Grenadiers           | + 2' 46"    |
| 4. | Ben O'Connor      | Decathlon-AG2R La Mondiale | + 3' 33"    |
| 5. | Luke Plapp        | Team Jayco AlUla           | + 3' 42"    |
| 6. | Aleksej Lutsenko  | Astana Qazaqstan Team      | + 3' 49"    |
| 7. | Cian Uijtdebroeks | Team Visma \| Lease a Bike | + 3' 50"    |
| 8. | Antonio Tiberi    | Bahrain Victorious         | + 4' 11"    |
| 9. | Filippo Zana      | Team Jayco AlUla           | + 4' 41"    |
| 10. | Lorenzo Fortunato | Astana Qazaqstan Team      | + 4' 44"    |

#### Pointkonkurrencen
| Pointkonkurrence | Pointkonkurrence | Pointkonkurrence              | Pointkonkurrence | Pointkonkurrence |
| Rytter           | Rytter           | Hold                          | Point            |                  |
| ---------------- | ---------------- | ----------------------------- | ---------------- | ---------------- |
| 1.               | Jonathan Milan   | Lidl-Trek                     | 134 point        |                  |
| 2.               | Kaden Groves     | Alpecin-Deceuninck            | 97 point         |                  |
| 3.               | Tim Merlier      | Soudal Quick-Step             | 89 point         |                  |
| 4.               | Olav Kooij       | Team Visma \| Lease a Bike    | 61 point         |                  |
| 5.               | Benjamin Thomas  | Cofidis                       | 56 point         |                  |
| 6.               | Filippo Fiorelli | VF Group-Bardiani CSF-Faizanè | 54 point         |                  |
| 7.               | Andrea Pietrobon | Team Polti Kometa             | 48 point         |                  |
| 8.               | Tadej Pogačar    | UAE Team Emirates             | 42 point         |                  |
| 9.               | Michael Valgren  | EF Education-EasyPost         | 40 point         |                  |
| 10.              | Phil Bauhaus     | Bahrain Victorious            | 37 point         |                  |

#### Bjergkonkurrencen
| Bjergkonkurrence | Bjergkonkurrence        | Bjergkonkurrence              | Bjergkonkurrence | Bjergkonkurrence |
| Rytter           | Rytter                  | Hold                          | Point            |                  |
| ---------------- | ----------------------- | ----------------------------- | ---------------- | ---------------- |
| 1.               | Tadej Pogačar           | UAE Team Emirates             | 54 point         |                  |
| 2.               | Lilian Calmejane        | Intermarché-Wanty             | 32 point         |                  |
| 3.               | Daniel Martínez         | Bora-Hansgrohe                | 28 point         |                  |
| 4.               | Andrea Piccolo          | EF Education-EasyPost         | 18 point         |                  |
| 5.               | Geraint Thomas          | Ineos Grenadiers              | 16 point         |                  |
| 6.               | Amanuel Ghebreigzabhier | Lidl-Trek                     | 11 point         |                  |
| 7.               | Filippo Fiorelli        | VF Group-Bardiani CSF-Faizanè | 10 point         |                  |
| 8.               | Simon Geschke           | Cofidis                       | 9 point          |                  |
| 9.               | Lorenzo Fortunato       | Astana Qazaqstan Team         | 9 point          |                  |
| 10.              | Giulio Pellizzari       | VF Group-Bardiani CSF-Faizanè | 8 point          |                  |

#### Ungdomskonkurrencen
| Ungdomskonkurrence | Ungdomskonkurrence | Ungdomskonkurrence         | Ungdomskonkurrence | Ungdomskonkurrence |
| Rytter             | Rytter             | Hold                       | Tid                |                    |
| ------------------ | ------------------ | -------------------------- | ------------------ | ------------------ |
| 1.                 | Luke Plapp         | Team Jayco AlUla           | 24t 16' 18"        |                    |
| 2.                 | Cian Uijtdebroeks  | Team Visma \| Lease a Bike | + 8"               |                    |
| 3.                 | Antonio Tiberi     | Bahrain Victorious         | + 29"              |                    |
| 4.                 | Filippo Zana       | Team Jayco AlUla           | + 59"              |                    |
| 5.                 | Thymen Arensman    | Ineos Grenadiers           | + 1' 27"           |                    |
| 6.                 | Georg Steinhauser  | EF Education-EasyPost      | + 2' 14"           |                    |
| 7.                 | Alex Baudin        | Decathlon-AG2R La Mondiale | + 2' 21"           |                    |
| 8.                 | Mauri Vansevenant  | Soudal Quick-Step          | + 2' 49"           |                    |
| 9.                 | Davide Piganzoli   | Team Polti Kometa          | + 3' 16"           |                    |
| 10.                | Giovanni Aleotti   | Bora-Hansgrohe             | + 8' 56"           |                    |

#### Holdkonkurrencen
| Holdkonkurrence | Holdkonkurrence               | Holdkonkurrence | Holdkonkurrence |
| Hold            | Hold                          | Tid             |                 |
| --------------- | ----------------------------- | --------------- | --------------- |
| 1.              | Ineos Grenadiers              | 72t 44' 56"     |                 |
| 2.              | Decathlon-AG2R La Mondiale    | + 7' 34"        |                 |
| 3.              | Astana Qazaqstan Team         | + 8' 31"        |                 |
| 4.              | Team Jayco AlUla              | + 10' 32"       |                 |
| 5.              | Soudal Quick-Step             | + 15' 12"       |                 |
| 6.              | EF Education-EasyPost         | + 15' 21"       |                 |
| 7.              | VF Group-Bardiani CSF-Faizané | + 17' 50"       |                 |
| 8.              | Movistar Team                 | + 18' 26"       |                 |
| 9.              | Bora-Hansgrohe                | + 19' 56"       |                 |
| 10.             | UAE Team Emirates             | + 22' 56"       |                 |